# 先コロンブス期の文化一覧

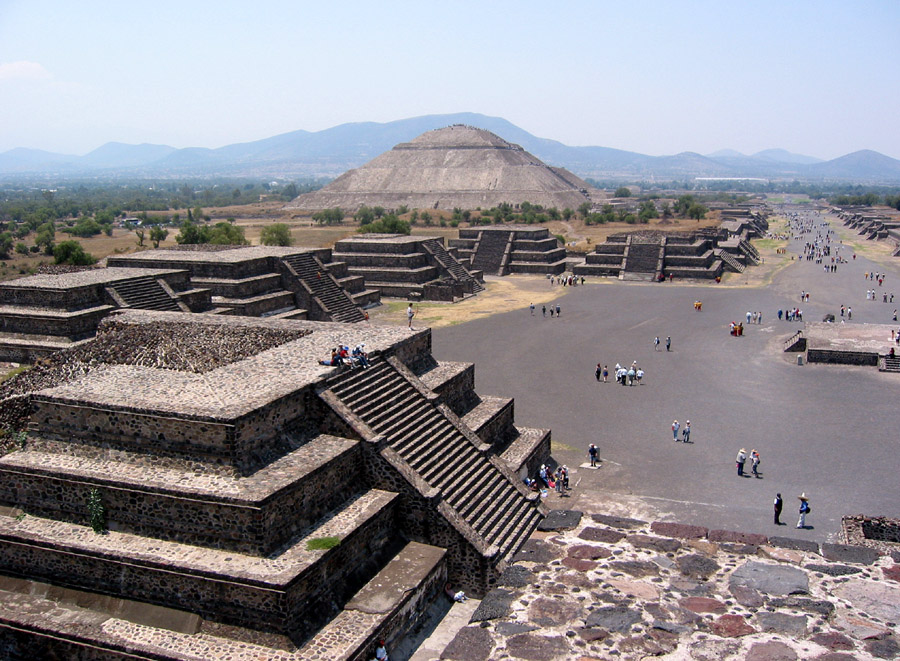
メキシコ　テオティワン　月のピラミッドから望む太陽のピラミッドと死者の大通り 紀元前100-200 年頃

先コロンブス期の文化一覧（せんコロンブスきのぶんかいちらん）では、ヨーロッパ人のアメリカ大陸植民地化以前に栄えたアメリカ大陸の文化や文明を一覧にして述べる。

## 文化的な特徴
多くの先コロンブス期 アメリカ大陸の文明群は定住生活また都市生活、農業と複雑な社会階層制によって成り立っていた。

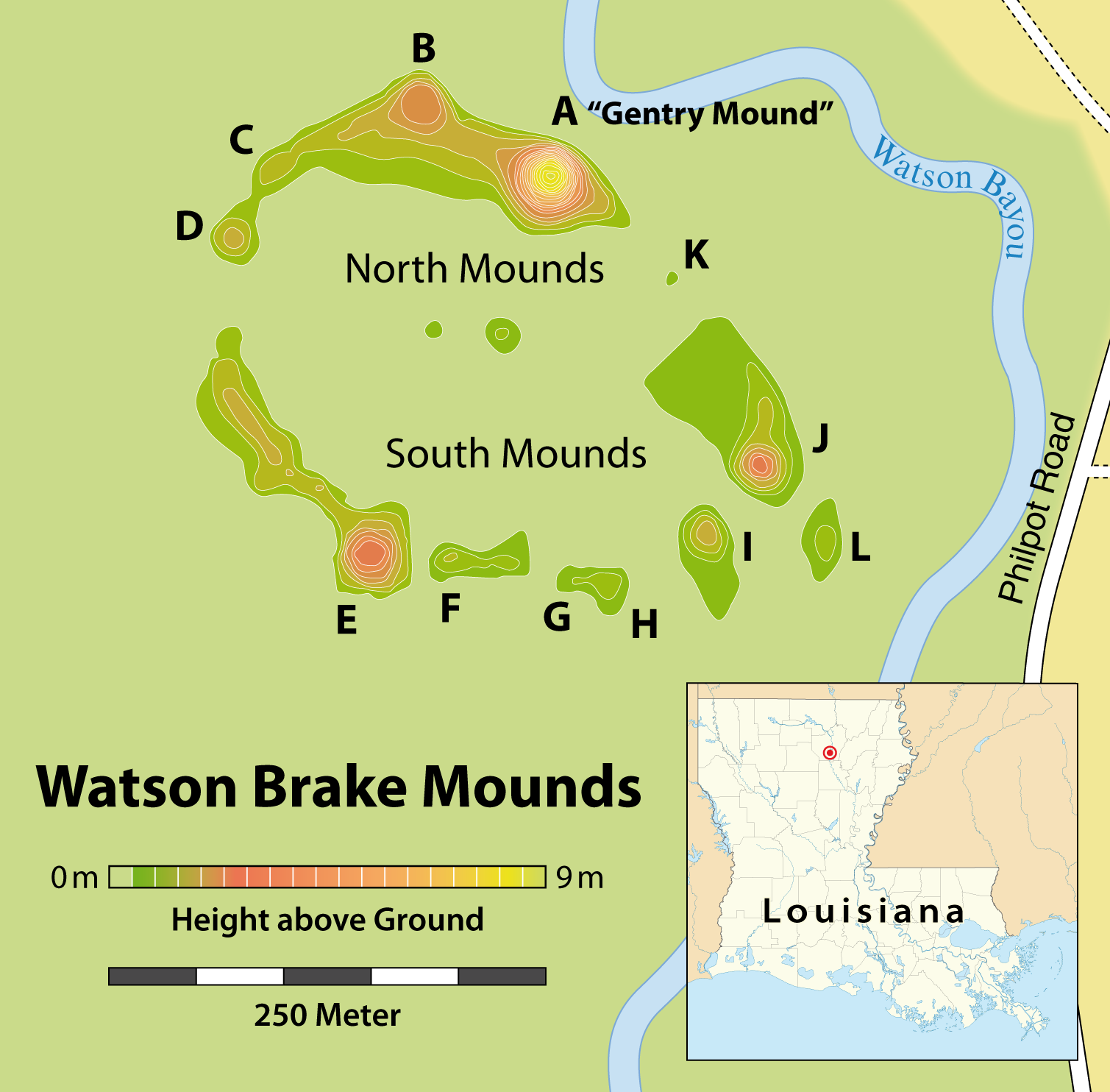
ワトソン・ブレーク・マウンド遺跡、ルイジアナ州　紀元前3500年頃

## 北アメリカ
- パレオ・インディアン、紀元前18,000年–8000年頃
  - クローヴィス文化、紀元前11,500年–11,000年代、アメリカ合衆国、メキシコと中米
  - フォルサム文化
- 古期、紀元前8000年–1000年
  - ポヴァティ・ポイント文化、紀元前2200年–紀元前700年頃、ミシシッピ川下流域とメキシコ湾岸地域
  - 南西部:
    - 先プエブロ文化、ユタ州、アリゾナ州、コロラド州、ニューメキシコ州—これらの文化的なグループの1つにアナサジが属している。
    - ホホカム、紀元200–紀元1450年、アリゾナ州、アリゾナ州

  - 東部ウッドランド
    - ウッドランド期、紀元前1000年–紀元1000年
      - アデナ文化、紀元前1000年–紀元1000年、オハイオ州、インディアナ州、ウェストバージニア州、ケンタッキー州、ペンシルベニア州とニューヨーク州の一部
      - ホープウェル文化、紀元前200年–紀元500年、カナダ南東部とアメリカ合衆国東部
      - トロイヴィル文化、紀元400年-700年、ルイジアナ州とミシシッピ州

    - ミシシッピ文化、紀元800年–1500年、アメリカ合衆国中西部、東部と南東部
      - プラケメン文化、紀元1200年-1730年、ルイジアナ州とミシシッピ州.
      - アッパー・ミシシッピ文化
        - フォート・エンシェント文化、紀元1000年–1650年、オハイオ州、ケンタッキー州
        - オネオタ、紀元900年-1650年、アイオワ州、ミシガン州、ミネソタ州とミズーリ州

## カリブ海地域

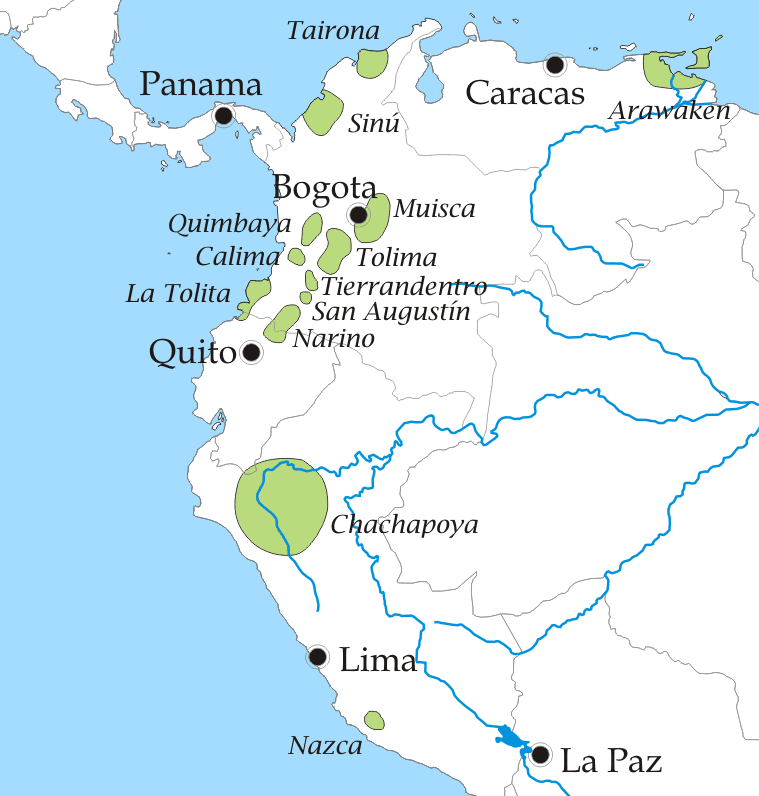
Early South American cultures

- オトイロイド族、紀元前5500年—200年頃[1]
  - クルム・ベイ文化、バージン諸島、セント・トーマス島、紀元前1500年—紀元200年 [1]
  - コロソ文化、プエルトリコ、紀元前1000 年–紀元200年[1]
- シボネイ、大アンティル諸島、紀元前1000年—301年[2]
  - グァナハタベイ、キューバ、紀元前1000年
- サラドイド文化、紀元前500年—紀元545年[1]
- オスティノイド文化、紀元600年—1500年[1]
- アラワク族、紀元前500年-紀元1500年[1]
  - タイノ族、小アンティル諸島とグアドループ[1]
  - ルカヨ、大アンティル諸島とバハマ諸島紀元700年-紀元1500年[1]--クリストファー・コロンブスが最初に出会った人々
  - ネポヤ（サポーヤ）、トリニダード[1][3][4]
  - イニェリ、ドミニカ 紀元500年、セント・クロア　紀元650年、プエルトリコ　紀元1000年[1]

## メソアメリカ
- アステカ、紀元1325年–1521年、中央メキシコ高原
- タラスカ王国（プレペチャ）、紀元1300年–1530年、ミチョアカン州
- ワステカ、紀元前1000年–紀元1500年、イタルゴ州、ベラクルズ州、サン・ルイス・ポトシ州とタマウリパス州
- ミシュテカ、不明–紀元1600年、オアハカ州
- マヤ文明、紀元前2600年–紀元1697年、メキシコ南部諸州: チアパス州、タバスコ州、カンペチェ州とユカタン半島; 中米: ベリーズ; グァテマラ; エル・サルバドル; ホンジュラス
- トルテカ帝国、紀元900–1100年
- テオティワカン、紀元前200–紀元800年、メキシコ・シティ近郊
- トトナカ、不明–紀元1500年、メキシコ東部 Cf.エル・タヒン
- メキシコ西部地域、紀元前300–紀元400年、ハリスコ州、ナヤリット州、あるいはコリマ州　Cf.エル・オペーニョ文化
- サポテカ文明、紀元前500–紀元1500年、オアハカ州
- ミヘー、紀元前400-現在
- オルメカ、紀元前5100–400年、ベラクルズ州とタバスコ州

## パナマ地峡
- クエバ族、?–紀元1530年、パナマ
- ディケイス文化、紀元700–1530年、コスタリカ

## 南アメリカ
| 時代             | 年代                             | 文化群 |
| 土器時代         | 土器時代                         | 土器時代 |
| ---------------- | -------------------------------- | --- |
| 後期ホライズン期 | 紀元1476年– 紀元1534年           | エクアドル、ペルー、ボリビア、アルゼン、チリとコロンビア: インカ帝国; ブラジル: カムベバ族 |
| 後期中間期       | 紀元1000年 – 紀元1476年          | ボリビア: アイマラ; コロンビア: ムイスカ、ナリーニョ文化、タイロナ; エクアドル: ロス・ワンカヴィルカ文化、キト王国、マンテニョ文明、ナリーニョ文化; ペルー: チムー王国（チムー文化）、イカ・チンチャ文化、カハマルカ文化、ピウラ文化、チャンカイ文化、チャチャポヤ、チリバヤ文化、チュクイト文化、ワマン・ウィルカ文化、イロ文化、クチュ・クチュ文化、パカコチャ文化、パリ・マルカ文化、ピウラ文化、シカン文化、タハラカ、ウアイラス文化、コンチョコス、ウアマチュコ文化、ルカナス、チャンカ族、アヤバカ文化、ブラカモロス文化、ワンカバンバス文化、タージャン文化、ワルコ文化、イチャマテ文化、パリナコタ文化、クンティス文化、チンチャイコチャス文化、ワロチリ文化、ケヘスワス文化、タルナス文化、パルタス文化、カマナス文化 |
| 中期ホライズン   | 紀元600年 – 紀元1000年           | ボリビア: ティワナク; ブラジル: マラジョ文化; コロンビア: カウカ文化、ナリーニョ文化、キンバヤ、タイロナ; エクアドル: カナリ文化、ナリーニョ文化; ペルー: ワリ、ピウラ文化 |
| 前期中間期       | 紀元200年–紀元600年              | ボリビア: ティワナク; コロンビア: キンバヤ文明、サン・アグスティン、タイロナ、ティエラデントロ、トリマ文化、シヌー文化（紀元500年頃-紀元800年頃）; エクアドル: バヒア文化、カラ文化、キト文化; ペルー: モチェ文化、ナスカ文化、リマ文化、ペチチェ文化、セチュラ文化 |
| 前期ホライズン   | 紀元前900–紀元200年              | コロンビア: カリマ文化 (紀元前200年–紀元400年)、チブチャ; エクアドル: チョレーラ文化、ラ・トリタ文化; ペルー: チャビン文化、クピスニケ文化、後期チリパ文化、 パラカス文化、ペチチェ文化、プカラ文化（紀元前200年頃ー紀元200年）、セチュラ文化 |
| 草創期           | 紀元前1800/1500年 – 紀元前900年  | エクアドル: コトコジャオ族; マチャリジャ文化; ペルー: 前期チリパ文化、コトシュ、トリル文化 (クンベ・マヨ用水路は紀元前1000年頃に造られた。)、アルゼンチン: テウェルチェ族 (?-紀元1820年) |
| 先土器時代       |                                  | |
| ピリオド6        | 紀元前2500年 – 紀元前1500/1800年 | エクアドル: バルディビア文化; ペルー: カラル遺跡 (ノルテ・チコ)、ブエナス・ビスタ文化、カサヴィルカ文化、クレブラス文化、ヴェンタロン、ヴィスカチャニ、ワカ・プリエタ |
| ピリオド5        | 紀元前4200年 – 紀元前2500年      | エクアドル: バルディビア文化; ペルー: ホンダ文化、ラウリコチャ3期、ヴィスカチャニ |
| ピリオド4        | 紀元前6000年 – 紀元前4200年      | ペルー: アムボ文化、カナリオ、シチェス文化、ラウリコチャ2期、ルス文化、トケパラ洞窟2期 |
| ピリオド3        | 紀元前8000年 – 紀元前6000年      | エクアドル: ラス・ベガス文化、紀元前8000年–紀元前4600年; ペルー: アレナル文化、ティヴァテロス2期、ラウリコチャ1期、プラヤ・チラ文化、プイェンカ文化、トケパラ洞窟1期 |
| ピリオド2        | 紀元前 9500年 – 紀元前8000年     | エクアドル: エル・インガ文化; ペルー: ティヴァテロス1期、ラウリコチャ文化 |
| ピリオド1        | ? – 紀元前9500                   | コロンビア: エル・アブラ文化、(紀元前12,500年–紀元前10,000年); ペルー: オケンド文化、レッド・ゾーン(中央海岸; アルゼンチンとチリ: パタゴン |